# Somerville (Maine)
Somerville ist eine Town im Lincoln County des Bundesstaats Maine in den Vereinigten Staaten. Im Jahr 2020 lebten dort 600 Einwohner in 316 Haushalten auf einer Fläche von 59,98 km².

## Geographie
Nach dem United States Census Bureau hat Somerville eine Gesamtfläche von 59,08 km², von der 56,80 km² Land sind und 2,28 km² aus Gewässern bestehen.

### Geografische Lage
Somerville liegt im Norden des Lincoln Countys und ist auch die nördlichste Town des Countys. Im Norden grenzt das Waldo County an, im Westen das Kennebec County und im Osten das Knox County. Im Westen liegt der Long Pond, im Norden der Turner Pond und zentral auf dem Gebiet der Town der James Pond. Durch ihn und den Long Pond fließt in südlicher Richtung aus dem Sheepscot Pond kommend der Sheepscot River. Die Oberfläche ist eben, ohne nennenswerte Erhebungen.

### Nachbargemeinden
Alle Entfernungen sind als Luftlinien zwischen den offiziellen Koordinaten der Orte aus der Volkszählung 2010 angegeben.
- Norden: Palermo, Waldo County, 12,7 km
- Nordosten: Hibberts Gore, 6,2 km
- Osten: Washington, Knox County, 10,5 km
- Süden: Jefferson, 13,3 km
- Westen: Windsor, Kennebec County, 9,8 km
- Nordwesten: China, Kennebec County, 7,4 km

### Stadtgliederung
In Somerville gibt es mehrere Siedlungsgebiete: East Milburne, Jones Corner, Sandhill Corner (Sand Hill Corner), Somerville und South Somerville.

### Klima
Die mittlere Durchschnittstemperatur in Somerville liegt zwischen −6,1 °C (21 °Fahrenheit) im Januar und 20,6 °C (69 °Fahrenheit) im Juli. Damit ist der Ort gegenüber dem langjährigen Mittel der USA um etwa 6 Grad kühler. Die Schneefälle zwischen Oktober und Mai liegen mit bis zu zweieinhalb Metern mehr als doppelt so hoch wie die mittlere Schneehöhe in den USA; die tägliche Sonnenscheindauer liegt am unteren Rand des Wertespektrums der USA.

## Geschichte
Somerville wurde am 25. März 1858 als Town organisiert. Zuvor war das Gebiet als Patricktown Plantation bekannt. Diese existierte seit 1813. Am 17. April 1937, zum Höhepunkt der Great Depression, wurde die Organisation als Town aufgehoben und Somerville als Somerville Plantation organisiert. Die erneute Organisation als Town erfolgte am 6. Februar 1974.

### Einwohnerentwicklung
| Volkszählungsergebnisse – Town of Somerville, Maine | Volkszählungsergebnisse – Town of Somerville, Maine | Volkszählungsergebnisse – Town of Somerville, Maine | Volkszählungsergebnisse – Town of Somerville, Maine | Volkszählungsergebnisse – Town of Somerville, Maine | Volkszählungsergebnisse – Town of Somerville, Maine | Volkszählungsergebnisse – Town of Somerville, Maine | Volkszählungsergebnisse – Town of Somerville, Maine | Volkszählungsergebnisse – Town of Somerville, Maine | Volkszählungsergebnisse – Town of Somerville, Maine | Volkszählungsergebnisse – Town of Somerville, Maine |
| Jahr                                                | 1800                                                | 1810                                                | 1820                                                | 1830                                                | 1840                                                | 1850                                                | 1860                                                | 1870                                                | 1880                                                | 1890                                                |
| --------------------------------------------------- | --------------------------------------------------- | --------------------------------------------------- | --------------------------------------------------- | --------------------------------------------------- | --------------------------------------------------- | --------------------------------------------------- | --------------------------------------------------- | --------------------------------------------------- | --------------------------------------------------- | --------------------------------------------------- |
| Einwohner                                           | 98                                                  | 138                                                 | 292                                                 | 384                                                 | 506                                                 | 552                                                 | 606                                                 | 505                                                 | 539                                                 | 453                                                 |
| Jahr                                                | 1900                                                | 1910                                                | 1920                                                | 1930                                                | 1940                                                | 1950                                                | 1960                                                | 1970                                                | 1980                                                | 1990                                                |
| Einwohner                                           | 374                                                 | 291                                                 | 256                                                 | 229                                                 | 266                                                 | 227                                                 | 254                                                 | 215                                                 | 377                                                 | 458                                                 |
| Jahr                                                | 2000                                                | 2010                                                | 2020                                                | 2030                                                | 2040                                                | 2050                                                | 2060                                                | 2070                                                | 2080                                                | 2090                                                |
| Einwohner                                           | 509                                                 | 548                                                 | 600                                                 |                                                     |                                                     |                                                     |                                                     |                                                     |                                                     |                                                     |

## Wirtschaft und Infrastruktur

### Verkehr
Die Maine State Route 17 und die Maine State Route 105 verlaufen in westöstliche Richtung durch Somerville, in nordsüdliche Richtung verläuft die Maine State Route 206, an der östlichen Grenze der Town.

### Öffentliche Einrichtungen
Es gibt keine medizinischen Einrichtungen oder Krankenhäuser in Somerville. Die nächstgelegenen befinden sich in Waldoboro und Augusta.
In Somerville gibt es keine eigene Bücherei. Die nächstgelegenen befinden sich in Washington, Palermo und Windsor.

### Bildung
Somerville gehört mit Alna, Chelsea, Palermo, Westport Island, Whitefield und Windsor zum Sheepscot Valley School District, RSU 12.
Im Schulbezirk werden folgende Schulen angeboten:
- Chelsea Elementary School in Chelsea, mit Schulklassen vom Kindergarten bis 8. Schuljahr
- Palermo Consolidated School in Palermo, mit Schulklassen vom Kindergarten bis 8. Schuljahr
- Somerville Elementary School in Somerville, mit Schulklassen von Pre-Kindergarten bis 6. Schuljahr
- Whitefield Elementary School in Whitefield, mit Schulklassen vom Kindergarten bis 8. Schuljahr
- Windsor Elementary School in Windsor, mit Schulklassen vom Pre-Kindergarten bis 5. Schuljahr